# International Institute of Information Technology (Bangalore)

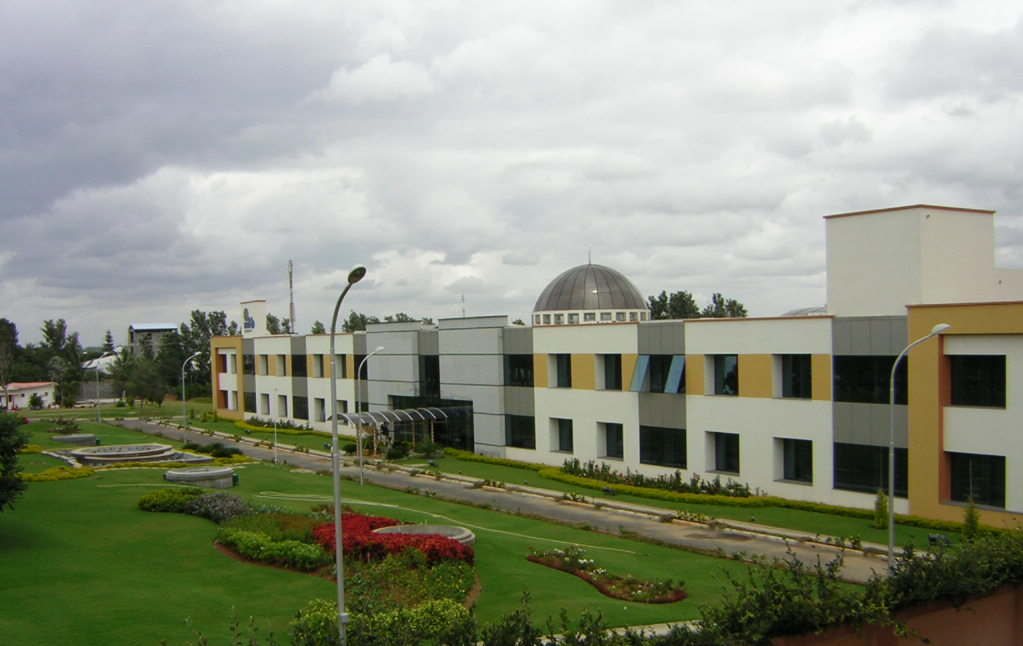
Campus in Bangalore

Das International Institute of Information Technology (kurz IIIT, vormals Indian Institute of Information Technology) mit Sitz in Bangalore wurde 1999 gegründet. Zielsetzung ist die Ausbildung von Absolventen im naturwissenschaftlich-technischen Bereich. Im Februar 2005 wurde dem iiit-b der Status einer Deemed University zuerkannt.
Konzeption sowie Namensgebung der IIITs lehnen sich an Indian Institute of Technology an.
Siehe auch: International Institute of Information Technology